# The Spanish Jade (film 1922)
The Spanish Jade è un film muto del 1922 diretto da John S. Robertson. La sceneggiatura di Josephine Lovett si basa sull'omonima opera teatrale di Louis Joseph Vance che, a sua volta, aveva adattato per il teatro il romanzo di Maurice Hewlett.
Rifacimento di The Spanish Jade del 1915.

## Trama
Gil Pérez, un romantico avventuriero, avverte la giovane Manuela di essere stata la posta in gioco di una scommessa persa dal suo patrigno che l'ha così "ceduta" a Esteban, un giocatore d'azzardo. La ragazza fugge da casa, ma Esteban si mette sulle tracce dei due. Fuori città, l'intervento di Manvers, un giovane americano, salva Manuela dall'aggressione di un gruppo di malviventi. Mentre Esteban e Manvers lottano, Manuela si mette in mezzo evitando così che l'americano venga pugnalato: a cadere sul proprio coltello sarà invece Esteban, che muore. Per vendicare la morte del figlio, don Luis, il padre di Esteban ingaggia un assassino per far fuori Manvers, ma questi riesce solo a ferirlo. Per salvarlo, Manuela si accusa dell'omicidio e viene condannata. La legge, però, permette di liberarla se qualcuno accetterà di sposarla. Manvers si offre come marito e lei offre la sua vita a don Luis se risparmierà l'americano. Pérez, che è il vero amore di Manuela, interviene in suo favore e don Luis rinuncia alla vendetta, liberando dal suo impegno Manuela.

## Produzione
Il film, prodotto dalla Paramount British Pictures (come Famous Players-Lasky) sotto la supervisione di Thomas J. Geraghty, fu girato in Spagna. Il quartier generale della produzione si trovava a Madrid, ma la maggior parte delle scene furono girate a Siviglia. Per la fiesta nella piazza del mercato, venne scelta la cittadina di Carmona. Per aggiungere colore locale e autenticità, furono ingaggiati i ballerini Rosario e Cardosa e il Gomez Trio, arrivato appositamente da Londra, dove, all'epoca, si esibiva.

## Distribuzione
Il copyright del film, richiesto dalla Famous Players-Lasky Corp., fu registrato il 25 aprile 1922 con il numero LP17782.
Distribuito dalla Paramount Pictures Corporation e presentato da Adolph Zukor, il film uscì negli Stati Uniti il 10 aprile 1922 (o 30 aprile). Nell'agosto dello stesso anno venne distribuito nel Regno Unito dalla Paramount British Pictures (come Famous Players-Lasky). In Francia, dove uscì con il titolo Sous le soleil d'Espagne, venne presentato l'11 luglio 1924. In Germania, venne ribattezzato come Die verkaufte Manuela e Spanisches Blut, in Danimarca come Liv for Liv.
Non si conoscono copie ancora esistenti della pellicola che viene considerata presumibilmente perduta.